# Huangšanski bor
Huangšanski bor (Pinus hwangshanensis) je drvo iz roda borova, iz porodice Pinaceae.
Ova vrsta je endem, a raste samo u istočnoj Kini, u pokrajinama Anhui, Fujian, Guizhou, Hubei, Hunan, Jiangxi, i Zhejiang. Nazvan je po gorju Huang Shan, u pokrajini Anhui, gdje je prvi put opisan.

## Opis
Pinus hwangshanensis je zimzeleno drvo, koje može narasti 15 do 25 metara u visinu. Ima vrlo široku krošnju s ravnim vrhom i dugim, ravnim granama.
Kora mu je debela, sivkasta i ljuskasta. Listovi su mu igličasti, tamno-zeleni, po dva u grupi, dugi 5–8 cm i široki 0,8–1 mm. Omotač čahure dugačak je 1 cm. Češeri su široki, ovalnog oblika, dugi 4-6,5 cm, žuto-smeđi, otvaraju se nakon sazrijevanja, krajem zime, do širine 5–7 cm. Sjemenke su krilate, duge 5-6 mm s krilom 1,5-2,5 cm. Oprašivanje je sredinom proljeća, a češeri sazrijevaju 18-20 mjeseci nakon toga. Usko je povezan s japanskim crnim borom (P. thunbergii), razlikuje se od njega vitkijim lišćem, smeđim (ne bijelim) pupoljcima i širim češerima.
Ovi borovi obično rastu na umjerenim do velikim nadmorskim visinama na strmim, stjenovitim mjestima i glavni su vegetacijski sastojak u krajolicima istočne Kine. Mnogi su primjerci poštovani zbog svojih jedinstvenih robusnih oblika, a često su prikazani u tradicionalnom kineskom slikarstvu.

## Vanjske poveznice
|  | Zajednički poslužitelj ima stranicu o temi Huangšanski bor    |
|  | Zajednički poslužitelj ima još gradiva o temi Huangšanski bor |
|  | Wikivrste imaju podatke o taksonu Huangšanski bor             |

- Gymnosperm Database: Pinus hwangshanensis
- Huangshan pine on Huang Shan (photos)